# Депортация финнов-ингерманландцев

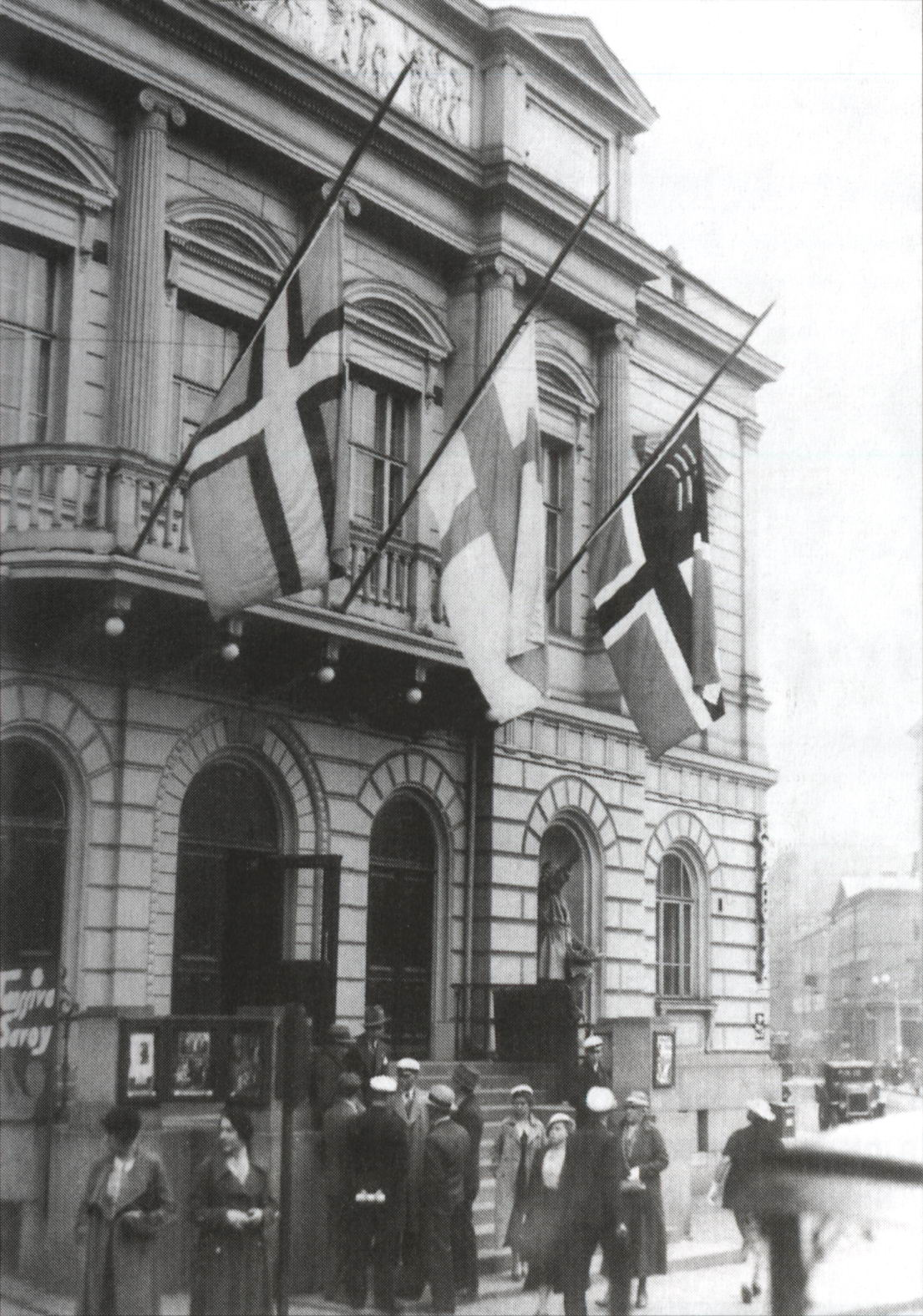
Приспущенные флаги Ингерманландии, Финляндии и Восточной Карелии в знак протеста против депортаций ингерманландцев. Хельсинки. 1934 г.

Депортация финнов-ингерманландцев — серия массовых выселений финнов-ингерманландцев  с земель их исторического проживания, проходившие в СССР в 1930-е и 1940-е годы.

## Депортация финнов-ингерманландцев в 1930-е годы
С начала 1930-х годов ингерманландское население подверглось репрессиям со стороны советских властей, итогом которых стало практически полное его исчезновение из районов традиционного проживания ко второй половине 1940-х годов.
Можно выделить три «волны» репрессий в отношении ингерманландцев до войны: 1930—1931, 1935—1936 и 1937—1938 годов.
В 1928 происходит межевание земли. Вначале все хозяйства распределяют по 5 классам. Землю также классифицируют. 

В 1-й класс относятся беднейшие жители, из которых многие лишь недавно приехали в деревню. 

Во 2-й класс относится беднота, которая в силу своей лености и плохой жизни опустилась до полной разрухи. 

В 3-й класс относились средне-зажиточные. 

В 4-й и 5-й класс относились богатые, или так называемые «буржуи» и «кулаки».
Отнесённые к 1-му классу получили лучшие земли, и т. д. Раздел земли по-новому вызвал споры и раздор, когда у всех, кто в то время хорошо обрабатывал землю, её отняли, и дали взамен землю другого класса. Неудивительно что среди сельчан появилась ненависть к властям и её представителям.
1) В 1930 году начинается коллективизация. В колхоз вступают единичные хозяйства (например в Колтушах вначале лишь 8 домов из 100). В 1931 году происходят первые крупные выселения в Сибирь, в Красноярский край, на берег Енисея на золотые рудники.
За 1929—1931 гг., из различных приходов Ингерманландии было выслано:
- Лемпаала — 300 семей
- Вуоле — 150 семей
- Миккулайнен — 200 семей
- Токсова — 250 семей
- Валкеасаари — 200 семей
- Ряяпювя — 200 семей
- Келтто — 350 семей
- Тюрё — 200 семей
- Хиетамяки — 150 семей
- Туутари — 300 семей
- Скворица — 300 семей
- Венйоки — 250 семей
- Инкере — 150 семей
- Ропсу — 120 семей
- Каприо — 100 семей
- Сойккола — 100 семей
- Косёмкина — 300 семей
- Другие приходы — 500 семей

Итого: 4320 семей ингерманландцев (около 18 000 человек).
На следующем этапе отправляют большие группы людей на работы в Хибины, в строящийся город Хибиногорск (c 1934 г. — Кировск). Никто не знал заранее места назначения и люди не успевали даже напечь хлеба. Например, приказ о выселении жители Колтушей получили 12 декабря 1931 поздно вечером, отправляться нужно было в 8 утра следующего дня. Нужно было найти любое жильё вне родной деревни. Выселенные лишались дома, земли, скота, то есть всего, что давало средства к существованию. Перед этим, как правило, власти давали различные сроки главам семей – мужчинам – и отправляли их на принудительные работы в лагеря. Женщинам из таких семей становилось трудно прокормить детей и найти работу. При этом половина земель оставалась необработанной, просьбы выделить какой-либо участок не имели действия. Такое безземельное существование продолжалось 4 года.
2) В 1935 году происходит второе выселение, на этот раз изгнание. Например, 6 апреля 1935 года жители Колтушей получают приказ взять еды на 6 дней, и две пары нижнего белья. Охранники сразу предупреждают, что будут стрелять, если кто попытается сойти с дороги. Задержанных собирают в народном доме, объясняют, что поезд отправится через 6 дней, на человека можно взять мешок картошки. Каждая пятая семья может взять одну лошадь и одну корову. После этого объявили, что от каждой семьи останется один заложник, на то время, пока другие готовятся к отправке. 12 апреля все прибыли на станцию Мельничный Ручей (фин. Myllyoja). Как пишет очевидец, в поезде было 35—40 вагонов, заполненных людьми, кроме трёх вагонов для животных. В каждый вагон разместили 45 человек. По обе стороны вагона были нары в три уровня, в центре печка, у одной из дверей дырка в полу для нужды, дали два ведра воды. Двери сразу закрыли. Снаружи вагонов было написано: «Добровольные переселенцы». Спать приходилось по очереди, охранники на каждой станции следили, чтобы никто не подходил к вагонам поболтать. После Самары охрана сменилась и вагоны далее запирали только на ночь. 26 апреля эта группа из Колтуш прибыла на конечную станцию Сырдарья в колхоз Пахта-Арал.
В период массовой коллективизации большое число ленинградских финнов было переселено за пределы Ингерманландии, в Сибирь, на территорию Кольского полуострова, в Казахстан, Узбекистан. На основе данных, в основном финских исследователей, собравших данные о численности населения и свидетельства самих выселенных, их переписку с родными, жертвами ссылки стали 18 тысяч финнов. 
 По данным В. Я. Шашкова, в Хибиногорске (Кировске), крупнейшем центре «кулацкой ссылки» Мурмана, к началу 1933 года насчитывалось 1252 финна-трудпоселенца, в 1934 году — 1299 и в 1935 году — 1161. Во втором по значимости пункте концентрации трудпоселенцев, посёлке Нивастрой, по данным переписи 1933 года проживало лишь 314 финнов (в том числе и не являвшихся трудпоселенцами). Точных данных по другим местам поселений нет. 
 Хотя процент кулацких хозяйств в некоторых районах компактного проживания финнов был и выше, чем в среднем по региону, разница эта была непринципиальной. Так, в Куйвозовском районе кулацкие хозяйства составляли 3,2 % от общего числа хозяйств, в Пригородном — 0,7 %, в Красногвардейском — 1,2 %, в Волосовском — 1,5 % при среднем показателе по области 1,6 %. Следует учитывать, что решение о выселении касалось и средних хозяйств. В то же время не исключено, что в регионе (особенно в пограничных районах) в этот период могли происходить и переселения, не связанные с кулацкой ссылкой. Однако этот вопрос требует дальнейшего изучения.
Весной 1935 года в основном в приграничных районах Ленинградской области и Карелии была проведена операция по выселению «кулацкого и антисоветского элемента». Операция была проведена по указанию наркома внутренних дел Г. Г. Ягоды, её устроители предполагали выселить из погранполосы 3547 семей (около 11 тысяч человек). Насколько эта операция являлась «антифинской», на сегодня неясно. Материалы, опубликованные В. А. Ивановым, однозначно свидетельствуют, что все пограничные районы Ленинградской области и Карелии получили примерно равные (по отношению к численности населения) контрольные цифры на выселение, в том числе и такие районы, где финское население отсутствовало вовсе. В то же время известно, что первоначальный план по выселению был перевыполнен в два раза. По данным В. Н. Земскова (считающего эту акцию сугубо антифинской) было выселено 5059 семей и 23 217 человек, в том числе в Западную Сибирь было направлено 1556 человек, в Свердловскую область — 7354, в Киргизию — 1998, в Таджикистан — 3886, в Северный Казахстан — 2122 и в Южный Казахстан — 6301. За счёт каких районов было достигнуто столь значительное «перевыполнение плана», на сегодня остаётся невыясненным.
В 1936 году на Карельском перешейке по инициативе командования Ленинградского военного округа было произведено переселение всего гражданского населения из предполья и ближайшего тыла строящегося Карельского укрепрайона. Следует отметить, что выселение коснулось всех этнических групп, проживающих в отселённой зоне. В то же время, учитывая, что финны составляли значительное большинство населения этого района, именно они оказались в наибольшей степени затронутыми данной акцией. Не исключено также, что именно специфика этнического состава населения погранполосы и побудила военное ведомство инициировать тотальную очистку предполья укрепрайона. Выселенные были небольшими группами размещены в западных районах нынешней Вологодской области, на учёт спецкомендатур не ставились и могли выехать из мест водворения в любое время.
3) В 1937—1938 годах в Ингерманландии были упразднены все финские национальные сельсоветы, ликвидированы все лютеранские приходы, закрыты все финноязычные учреждения, газеты, журналы, учебные заведения. Было прекращено радиовещание на финском языке, в Ленинграде был закрыт Финский театр, за то, что превратился «в сборище агентов иностранной разведки». Преподавание в ингерманландских школах было переведено на русский язык. Вся ингерманландская интеллигенция была репрессирована, сослана или расстреляна.
30 июля 1937 года вышел приказ НКВД СССР № 00447 «Об операции по репрессированию бывших кулаков, уголовников и других антисоветских элементов», согласно которому устанавливались плановые цифры репрессий по республикам и областям. В Ленинграде и Ленинградской области массовые аресты начались 5 августа 1937 года. Хотя официальной директивы о начале «финской операции» выпущено не было, органы НКВД Ленинграда и области начали «чистить» финнов по собственной инициативе уже в сентябре 1937 года. К ноябрю 1937 года в Ленинграде и области были расстреляны 434 финна, из них 68 финляндских уроженцев.

Из 1 602 000 человек, арестованных в 1937—1939 годах по политическим статьям уголовного кодекса, 346 000 человек были представителями нацменьшинств, причём из них 247 000 были расстреляны как иностранные шпионы. Из арестованных «нацменов» чаще других казнили греков (81 %) и финнов (80 %).

14 декабря 1937 года вышла Директива НКВД о распространении репрессий по так называемой «латышской линии» на финнов, эстонцев, литовцев и болгар. В один только день, 1 ноября 1938 года в Ленинграде за национальную принадлежность были расстреляны 87 финнов. Всего по «финской линии» было осуждено 10 598 человек.
Общее количество высланных и подвергнутых другим видам репрессий в 1930-е годы ингерманландцев оценивается приблизительно в 35—40 тысяч человек.

## Депортация финнов-ингерманландцев в 1940-е годы
В период Великой Отечественной войны постановлением Военного Совета Ленинградского фронта № 196сс от 26 августа 1941 года финское и немецкое население пригородных районов Ленинграда подлежало обязательной эвакуации в Коми АССР и Архангельскую область. Результаты этого переселения на сегодня в точности неизвестны. Нельзя не отметить, что постановление было издано лишь за несколько дней до того, как все пути сообщения, связывающие окрестности Ленинграда с внешним миром, по суше были перерезаны немецкими войсками. Успевшие эвакуироваться на баржах через Ладогу были спасены таким образом от голода блокады.
9 марта 1942 года вышло постановление Военного совета Ленинградского фронта № 00713 «О выселении из Ленинграда в административном порядке социально опасного элемента».
После выхода постановления в отдельных населённых пунктах области информаторами НКВД были зафиксированы провокационные слухи, что «финнов будут вывозить на залив и там топить под лёд». Пожилые ингерманландцы — члены ВКП(б), рассматривали своё выселение как позор, как недоверие к ним со стороны государства и приходили сдавать партбилеты. Но в целом со стороны высылаемых никаких антисоветских высказываний зафиксировано не было. Для организованного проведения депортации при каждом сельсовете была организована тройка. Выселяемых свозили к зданию райисполкома. 
15 марта 1942 года со станции Мельничный Ручей был отправлен первый эшелон с ингерманландцами. График вывоза:	
| Дата       | Количество человек | Станция отправления | Количество вагонов |
| ---------- | ------------------ | ------------------- | ------------------ |
| 15.03.1942 | 2000               | Мельничный Ручей    | 50                 |
| 16.03.1942 | 1908               | Нева                | 50                 |
| 17.03.1942 | 2000               | Мельничный Ручей    | 50                 |
| 18.03.1942 | 2000               | Корнево             | 50                 |
| 19.03.1942 | 2000               | Мельничный Ручей    | 50                 |
| 20.03.1942 | Н/Д                | Колпино             | Н/Д                |
| 21.03.1942 | 2000               | Парголово           | 20                 |
| 22.03.1942 | 1958               | Девяткино           | 50                 |
| 23.03.1942 | 2000               | Токсово             | 50                 |
| 24.03.1942 | 2000               | Токсово             | 50                 |
| 24.03.1942 | Н/Д                | Рыбацкое            | 10                 |
| 25.03.1942 | 2000               | Токсово             | 50                 |
| 26.03.1942 | Н/Д                | Лисий Нос           | Н/Д                |
| 27.03.1942 | Н/Д                | Мельничный Ручей    | 25                 |
| 27.03.1942 | Н/Д                | Мельничный Ручей    | 25                 |
| 27.03.1942 | Н/Д                | Сестрорецк          | Н/Д                |
| 28.03.1942 | Н/Д                | Девяткино           | 25                 |
| 28.03.1942 | Н/Д                | Токсово             | 25                 |
| 28.03.1942 | Н/Д                | Лисий Нос           | 25                 |
| 28.03.1942 | Н/Д                | Щеглово             | Н/Д                |

Поезда шли до станции Борисова Грива, где высылаемых пересаживали на грузовые автомашины и через Ладожское озеро доставляли до станций Кобона, Жихарево и Лаврово, откуда поездами отправляли в Сибирь.
Постановление Военного Совета Ленинградского фронта № 00714-а от 20 марта 1942 года повторило требование об обязательной эвакуации финского и немецкого населения. Постановление основывалось на Указе Президиума Верховного Совета СССР от 22 июня 1941 года «О военном положении», предоставлявшем военным властям право «воспрещать въезд и выезд в местности, объявленные на военном положении, или из отдельных её пунктов лиц, признанных социально опасными как по своей преступной деятельности, так и по связям с преступной средой». По данным В. Н. Земскова, было выселено 44 737 ингерманландцев, из них 17 837 было размещено в Красноярском крае, 8267 — в Иркутской области, 3602 — в Омской области, остальные — в Вологодской и Кировской областях. По прибытии на место водворения финны были взяты на учёт спецпоселений.
После окончания Великой Отечественной войны 12 января 1946 года режим спецпоселения был снят, но возвращение на территорию Ленинградской области правительство финнам запретило. Согласно приказу НКВД СССР от 28 января 1946 года, финны и ингерманландцы были сняты с учёта спецпоселений, но тут же в соответствии с указом Президиума Верховного Совета СССР от 22 июня 1941 года задним числом были взяты на учёт как высланный в административном порядке «социально опасный элемент». Теперь они назывались «выселенцами». Указ Президиума Верховного Совета СССР от 26 ноября 1948 года закрепил за выселенцам этот статус навечно и определил за самовольное возвращение из мест обязательного поселения уголовное наказание — «20 лет каторжных работ».
Постановлением Совета министров СССР от 11 февраля 1949 года финнам был разрешён въезд лишь на территорию соседней с Ленинградской областью Карело-Финской ССР, куда и переселилось несколько десятков тысяч как бывших спецпоселенцев, так и (преимущественно) репатриантов из Финляндии. В результате реализации данного постановления Карело-Финская ССР стала одним из трёх крупнейших центров расселения советских финнов. Это постановление было отменено новым Постановлением бюро ЦК КП(б) КФССР «О частичном изменении постановления бюро ЦК КП(б) и Совета Министров КФССР от 1 декабря 1949 года», на основании которого даже переселившихся в КФССР людей стали выселять из приграничной территории.
После подписания в сентябре 1944 года советско-финляндского соглашения о перемирии в СССР было возвращено ингерманландское население, ранее переселённое немецкими оккупационными властями в Финляндию (см. ниже). Однако в соответствии с постановлением ГКО СССР № 6973сс от 19 ноября 1944 года репатриируемые направлялись не в Ленинградскую область, а в пять соседних с ней областей — Псковскую, Новгородскую, Калининскую, Великолукскую и Ярославскую. Распоряжение СНК СССР № 13925рс от 19 сентября 1945 года разрешало въезд в Ленинградскую область лишь «ингерманландским семьям военнослужащих — участников Отечественной войны», а также репатриантам-нефиннам. Большинство финских репатриантов предпочло покинуть отведённые им для поселения области. Одни попытались всеми правдами и неправдами вернуться в Ингерманландию, другие выехали в Эстонию и КФССР.
Несмотря на запреты, значительное количество финнов возвращалось после войны в Ленинградскую область. По официальным данным, к маю 1947 года на территории Ленинграда и Ленинградской области проживало 13 958 финнов, прибывших как самовольно, так и по официальному разрешению. В соответствии с постановлением Совета министров СССР № 5211сс от 7 мая 1947 года и решением Леноблисполкома № 9сс от 11 мая 1947 года самовольно возвратившиеся в регион финны подлежали возвращению к местам прежнего жительства. Согласно распоряжению Совета Министров СССР № 10007рс от 28 июля 1947 года такая же участь постигла и финнов, проживших в Ленинградской области безвыездно весь период оккупации. Остаться в Ленинградской области было разрешено лишь следующим категориям ингерманландцев: а) участникам Великой Отечественной войны, имеющим правительственные награды, и членам их семей; б) членам семей военнослужащих, погибших на фронтах Великой Отечественной войны; в) трудармейцам и другим лицам, награждённым орденами и медалями Советского Союза, и членам их семей; г) членам и кандидатам в члены ВКП(б) и их семьям; д) членам семей, главами которых являются русские и е) явно нетрудоспособным престарелым, не имеющим родственников. Всего лиц данных категорий оказалось 5669 человек в Ленинградской области и 520 в Ленинграде.
3 августа 1948 года, Совет Министров СССР принял ещё одно постановление «О повторном выселении из Ленинградской области ингерманландских финнов, как тунеядцев вернувшихся из ссылки».
Важнейшим итогом репрессивной политики советских властей по отношению к ингерманландцам стал раскол монолитного ареала проживания финнов на три крупных и множество мелких пространственно разобщённых ареалов. Даже на уровне мелких административных единиц финны во второй половине XX века нигде не составляли не только большинства, но и значимого меньшинства. Это «растворение» в русской среде во многом стимулировало процессы генетической ассимиляции и аккультурации финского населения, приведшие к стремительному сокращению его численности, которое к настоящему времени приняло однозначно необратимый характер. Эти процессы в условиях резкого усиления миграционных процессов в XX столетии, в особенности переселений из сельской местности в города, всё равно имели бы место. Кроме того, тяжёлый демографический урон финнам нанесли и события Великой Отечественной войны (Блокада Ленинграда и длительное проживание на оккупированной территории). Однако принудительное расчленение ареала расселения ингерманландцев, так и не преодолённое в послевоенный период способствовало резкому «ускорению» ассимиляционных процессов в финской среде.